# سيباستيان كارلسون جراش
سيباستيان كارلسون جراش (بالسويدية: Sebastian Karlsson Grach)‏ هو لاعب كرة قدم سويدي، ولد في 6 مايو 2001.

## وصلات خارجية
- سيباستيان كارلسون جراش على موقع اتحاد السويد (السويدية)
- سيباستيان كارلسون جراش على موقع قاعدة بيانات كرة القدم.إي يو (الإنجليزية)
- سيباستيان كارلسون جراش على موقع Soccerway.com (الإنجليزية)